# Guilty Simpson
Guilty Simpson, de son vrai nom Byron Simpson, né à Détroit, dans le Michigan, est un rappeur américain. Il est membre du collectif The Almighty Dreadnaughtz. Pendant des années, Guilty Simpson fait partie de la scène hip-hop locale aux côtés d'artistes tels que Slum Village, Eminem, D12, Obie Trice, Proof, Phat Kat et Black Milk. Mais c'est en 2001 qu'il est remarqué par le défunt producteur J Dilla.

## Biographie
Simpson est né à Détroit, dans le Michigan. Fils et petit-fils de musiciens, il est très tôt influencé par les rappeurs Big Daddy Kane, N.W.A., mais surtout par Kool G Rap. Il commence à rapper à l'âge de 18 ans, et rejoint le collectif The Almighty Dreadnaughtz. En 2001, il est remarqué par le rappeur et producteur J Dilla.
En 2006, Simpson signe sur le label Stones Throw Records,. 
Entre 2006 et 2007, Simpson participe aux albums de plusieurs autres musiciens originaires du Michigan comme Dabrye sur l'album Two/Three, Jay Dee sur The Shining, Ruff Draft, Monica Blaire sur Portraits of Me, et Black Milk sur Popular Demand. Après être apparu sur la compilation Chrome Children de Stones Throw et une tournée, Simpson commence à enregistrer son premier album, en parallèle à un album aux côtés de Black Milk et Sean Price. 
Le 25 mars 2008, Simpson publie son premier album studio, Ode to the Ghetto, dont un titre est produit par J Dilla. L'album atteint la 69e place du Top R&B/Hip-Hop Albums et la 23e place des Top Heatseekers.
Le 18 mai 2010, Simpson publie son deuxième album, O. J. Simpson, entièrement produit par Madlib,. 
En 2011, il rejoint Sean Price et Black Milk dans le groupe Random Axe, qui publiera son premier album la même année. 
Un an plus tard, en 2012, il se joint au crew underground Quakers sur leur album homonyme. La même année, il annonce la publication d'un nouvel album, Dice Game sur le label Mello Music Group, le 16 novembre. L'album fait participer Planet Asia et Torae et est produit par Apollo Brown. Il atteint la 201e place du Top R&B/Hip-Hop Albums et la 39e place des Top Heatseekers. 
En 2013, il publie la chanson Highway Robbery avec Small Professor.
En 2015, Simpson s'associe avec le membre et producteur Katalyst des Quakers pour la parution de son nouvel album Detroit's Son, le 11 septembre,.

## Discographie

### Albums studio
- 2008 : Ode to the Ghetto
- 2010 : O. J. Simpson
- 2012 : Dice Game[7]
- 2015 : Detroit's Son

### Albums collaboratifs
- 2011 : Random Axe (avec Black Milk et Sean Price)
- 2012 : The Mission EP (avec Eric Lau)
- 2012 : Dice Game (avec Apollo Brown)
- 2013 : Highway Robbery (avec Small Professor)
- 2019 : Sterling (avec Pendo Botha)[11]

### Mixtapes
- 2008 : Stray Bullets
- 2008 : Madlib Medicine Show Vol.1: Before the Verdict
- 2010 : Ghettodes
- 2010 : OX to the D (avec Roc C)